# 精鑽旅行號
精鑽旅行號（英文：Azamara Journey）是Azamara Club Cruises的一艘郵輪，於2000年下水，排水量達30,277噸，船員數目為408人，艙房數目為340間，可以乘載694名乘客，以往主要行走歐美路線，於2013年1月於新加坡翻新後，於同年2月3日首度抵達香港，於未來4個月以香港為中轉港，提供遊覽越南下龍灣、胡志明市及泰國曼谷等14至17晚的行程，其他上落船站亦包括中國天津及新加坡。